# Bolohivska zemlja
Bolohivska zemlja (ukr. Болохівська земля, Болоховська земля, Болохівщина) je bila povijesna zemlja koja je postojala od 11. do 13. stoljeća između gornjeg toka rijek Južnog Buga i Teteriva, na teritoriju današnje države Ukrajine.
Graničila je s galičkom, galičko-volinskom i kijevskom kneževinom. Nalazila se na sjeveru od Braclavšćine.
U Bolohivskoj je zemlji živjelo slavensko pleme Bolohovaca, a osim njih ondje su živjeli Bužani, Volinjani i Duljibi. Volinjani i Duljibi su zajedno s Bolohovcima živjeli na sjeveru i u središnjem pojasu suvremene Hmeljnicke oblasti (uz Južni Bug), na jugu (jugozapadu) Žitomirske i sjeveru Vinicke oblasti.
Osnovna gospodarska grana ovih plemena bilo je poljodjelstvo.
Bolohovci su se zajedno s Tivercima i Uličima tvrdo opirali kijevskim i volinskim (vladimiro-volinskim) kneževima koji su ih pokušavali pokoriti.
U Bolohivskoj su zemlji bili poznati gradovi Bolohiv (u izvorima još kao Bolohov, Bolehov, Bolohovo, ljetopisni grad; poslije Ljubartov, današnji Ljubar), Velyki Derevyči, Gubin, Kodub (Kobud, danas Starokonstjantiniv (?) ili Staryj Ostropilj (?)), Kudynka, Božskij i Djadkiv.
Među povjesničarima se je poslije pojavila bolohivska teorija o podrijetlu Kozaka. Po toj teoriji ukrajinski su Kozaci podrijetlom od Bolohovaca.
Prvi je spomen na njih na Dnipru od konca 15. stoljeća. Još su u 16. st. "Bolohovcima" nazivali stepske "dobyčnike".